# Bruce Bawer
Theodore Bruce Bawer (New York, 31 oktober 1956) is een Amerikaanse schrijver en journalist die schrijft onder de naam Bruce Bawer. Sinds 1999 woont hij in Noorwegen. Hij is een literaire, film- en cultuurcriticus en dichter. Ook schrijft hij veel over homorechten, het christendom en de islam in Europa.